# Чайковская, Ольга Георгиевна
Ольга Георгиевна Чайковская (30 июня [13 июля] 1917, дер. Золотово, Московская губерния — 13 декабря 2012, Москва) — российская писательница и правозащитница, журналист, историк-публицист. Кандидат исторических наук.

## Биография
Ольга Чайковская родилась 13 июля 1917 года. Дальняя внучатая племянница (точнее, правнучатая племянница, но ещё правильнее - троюродная внучка) композитора П. И. Чайковского (его дед Пётр Фёдорович Чайковский был её прапрадедом). Ее отец был инженером-строителем, мать — земским врачом. Муж — Вейс Виктор Давыдович (1916–1942) , историк, погиб на фронте под Новгородом. Сын — Чайковский Юрий Викторович. Второй муж (с 1951 по 1957) — Свет Яков Михайлович.
Окончила Московский институт философии, литературы и истории (ученица проф. А. И. Неусыхина), кандидат исторических наук (1947). Область научных интересов — западноевропейское Средневековье.
После аспирантуры по распределению в 1947–1950 три года работала в Калининском педагогическом институте (ныне Тверской университет), где читала курс истории Средних веков. В 1949–1950 читала его же в Военном институте иностранных языков (Москва) как совместитель. В 1949–1957 — научный редактор издательств «Советская энциклопедия» и «Иностранной литературы», член Союза писателей СССР  с 1967 года. В 1970-м году вышла в свет её замечательная книга для детей "Летающее счастье".
Ольга Георгиевна явилась младшей из трёх первых писательниц, ставших в послесталинское время журналистами-правозащитниками, помогавшими преследуемым и заключённым, — до неё это были Наталья Ивановна Четунова (1901–1983)  и Фрида Абрамовна Вигдорова (1915–1965). Первая исходила еще из прежнего принципа величия советской системы, цитировала Ленина и тем облегчала себе контакт с высоким начальством; вторая избегала таких приемов, чем вызывала подозрение у властей, зато находила отклик у простых людей. Она-то и стала наставницей Ольги Георгиевны, приведя ее в газету «Известия», которую с 1959 г. возглавлял А. И. Аджубей, обладавший огромными возможностями как зять Хрущева.
Первое правозащитное выступление Чайковской было в защиту юноши-адвентиста от травли властями («Комсомольская правда», 8.06.1962), однако известность ей принесли статьи в «Известиях» (затем в «Литературной газете», а позже, также и в журнале «Смена»). В «Известиях» ей огромную помощь всегда оказывала юрист газеты Елена Дмитриевна Розанова (1920-1993), сама не писавшая статей, но тонко понимавшая суть дел и возможность их публикации, сочувствовавшая пострадавшим и хорошо знавшая лично многих московских чиновников. Статьями О.Г., в основном, были очерки на темы морали и права, в каждом из которых брался под защиту кто-то, жестоко пострадавший от органов власти, и на его примере формулировался какой-то изъян советской правовой системы. Даже всесильный Аджубей печатал их осторожно (так, приговор к расстрелу невиновного В. Езреца стал известен редакции в 1961 г., и О.Г. вскоре была командирована в Таганрог, однако первое упоминание об этом появилось лишь через два года, и то в виде абзаца в статье на другую тему — «Их недаром трое»). После отставки Аджубея такие статьи в «Известиях» стали невозможны, а в «Литературной газете» проходили редко, с трудом — обычно в период осенней подписки или при нужном дежурном редакторе, а однажды даже «по второй подписи» .
Цель статей была не только помочь незаконно преследуемым и осуждённым, но и разъяснить массе читателей основные положения права. Например: что адвокат — не пособник преступников, а необходимый участник судебного процесса (к следствию его тогда не допускали); что прокурор — не только обвинитель в суде, но и гарант соблюдения права.
Первая её книга — исторический детектив «Болотные огни» (М., Сов. писатель, 1963). Позже ею написаны еще два романа, оба в том же жанре: «Оглянись, моя совушка» (1975) и «Тайны следствия» (1995). В 1975 г. в составе группы писателей совершила большую поездку по местам строительства Байкало-Амурской ж-д магистрали; см. ее очерк «Вертолёт над БАМом». Затем совершила и другие дальние поездки — например, в 1985 г. в гибнувшую Тофаларию (запад Иркутской обл.); см. ее очерк «Злой дух».
В коллективных протестах Ольга Георгиевна никогда не участвовала, зная, что это лишит её возможности вести свою основную деятельность. Однако негласно пыталась помогать Александру Исаевичу Солженицыну (до его высылки в 1974 г.) и Андрею Дмитриевичу Сахарову, с которым была знакома домами (до его ссылки в 1980 г.).
Штатным корреспондентом никогда не была. Зато в 1994–2002 была президентом правозащитного общества «Человек в неволе». Будучи весьма популярной за её критику советской правовой системы, Ольга Георгиевна оказалась почти не услышанной позже, когда била тревогу в отношении постсоветских порядков — резкого ухудшения правовой системы    и, особенно — положения заключенных. Столь же безуспешно пыталась привлечь внимание общества к погромам нац. меньшинств, ужасам войны в Чечне и прочим. Приглашения с лекциями и докладами, многочисленные до 1992 года, иссякли. Саму же правозащитную деятельность она прекратила в 2002 году ввиду полной невозможности (в отличие от советских и даже, отчасти, ельцинских времён) кому-либо и чему-либо помочь.
Другой стороной её деятельности было (до последнего года жизни) общекультурное просвещение: книги «Против неба на земле» (о православных иконах), «Как любопытный скиф» (1990, о портретах XVIII века) и другие, а также статьи о бедах школьников. В 1990-х годах главной для  нее стала тема борьбы тиранического и гуманного начал в русской истории. Первое она связывала, прежде всего, с Петром I, а второе с Екатериной II (книга о ней издана трижды: 1998, 2002, 2012). Две последние ее статьи («Московский пушкинист») сопоставляют Петра и Екатерину. В реформах Александра II видела продолжение линии Екатерины II . Эту книгу она правила до января 2012 года, чем и закончилась ее творческая деятельность.

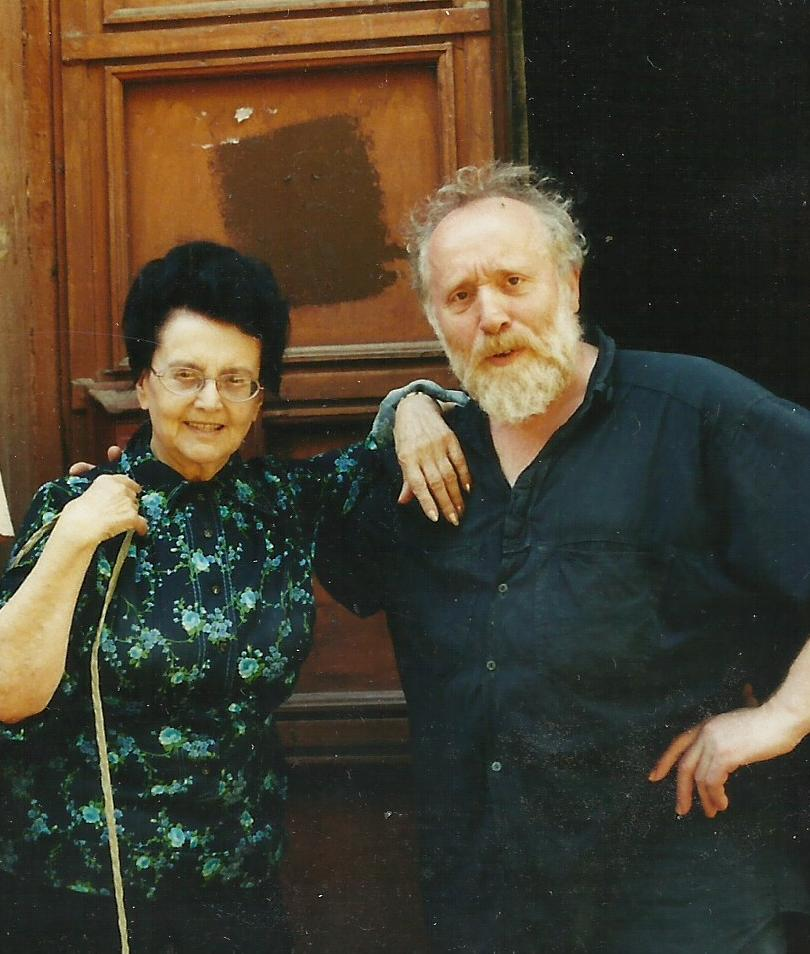
Ольга Чайковская и Юрий Норштейн у дверей его квартиры-студии. 23 июля 2003 года. Ей 86 лет

Умерла она дома. На её похоронах из известных людей был только Ю.Б. Норштейн (приходивший к ней до последнего месяца жизни). Урна захоронена на Мемориальном кладбище Дома-музея П. И. Чайковского (г. Клин).

## Опубликованные работы

### Исследования по истории Средних веков
- Вопрос о характере Реформации и Крестьянской войны в Германии в советской историографии последних лет. // Вопросы истории, 1956, № 12.
- Проблемы возвышения папства в XI в. // сб. «Из истории трудящихся масс Италии». М., 1959.
- Клюнийское движение X–XI вв., его социальный и политический характер // Вопросы истории религии и атеизма. М., 1960, вып. 8.
- Рецензия на книгу: Werner E. Die gesellschaftlichen Grundlagen der Klosterreform im 11 Jh. Berlin, 1953 (Э. Вернер. Социальные основы монастырской реформы XI века. Берлин, 1953) // Средние века, Вып. 19. М., 1961.
- Писатели-монахи и писатели-рыцари (X век) // Французский ежегодник, 1962.
- Раскопки в Клюни и характер клюнийского искусства // Советская археология, 1963, № 1.
- Поэзия, сказка, энциклопедия (архитектура Дмитриевского монастыря во Владимире) // Наука и религия, 1965, № 12.

### Книги
- Болотные огни. Роман. М., 1963. 330 с.
- Против неба — на земле. М., 1966. 293 с.
- Летающее счастье. М., 1970. 127 с. (Сказки.)
- Оглянись, моя совушка. Роман // Аврора, 1975, №№ 3–5. (в отд. книге: 1995)
- Счастье, несчастье… М., 1987. 144 с.
- Закон и человеческое сердце. М., 1969. 151 с.
- Небо Аустерлица. М., 1976. 71 с.
- Диалоги гласности. М., 1989. 174 с.
- Как любопытный скиф. Русский портрет и мемуаристика второй половины XVIII века. М., 1990. 294 с.
- Соперники времени. Опыты поэтического восприятия прошлого. М., 1990. 368 с.
- Тайны следствия и суд присяжных. М., 1994. 90 с. (Следствие и судопроизводство начала 1990-х гг. «Черные следователи», фальсификация дел, манипуляция судом и присяжными.)
- Романы «Тайны следствия» и «Оглянись, моя совушка». Ростов н/Д, 1995. 542 с.
- Императрица. Царствование Екатерины II. Смоленск, 1998, 2002. 472 с. (15 п.л.)
- Екатерина Великая. «Золотой век» Российской Империи (3-е изд. «Императрицы», с изменениями.) М., 2012. 416 с. (26 усл. печ. л.)

### Переводы
на польский язык
- Czaikowska Olga. Błędne ognie. Warszawa, 1961.
- Czaikowska Olga. Powróć do nas, sovo…, Warszawa, 1977.

на чешский язык
- Čajkovskaja Olga. Zapomenutá miniatura. Praha, 1977 («Оглянись, моя совушка»).

### Рассказы, путевые впечатления и размышления
- Старшина // Известия, 1963, 26 нояб.
- Зачем мы ходили // Известия, 1967, 6 сент.
- Дядя Саша // Наука и религия, 1968, № 5.
- Вертолет над БАМом // Литературная газета, 1976, 31 марта, 7 апр., 14 апр.
- Злой дух // там же, 1986, № 6. (О поездке в маленькую горную страну Тофаларию.)
- Наваждение (сказка) // газета «Первое сентября», 1993, 8 и 15 июля. (Написано летом 1985 г. в Тофаларии, в селе Верхняя Гутара.)

### Избранные статьи о советском обществе
Основной газетный материал любезно предоставлен сотрудниками Газетного фонда РГБ Кирой Владимировной Костыговой, Лидией Дмитриевной Петровой и Еленой Александровной Чибисовой, которым семья Чайковских глубоко признательна.

#### О праве и бесправии
В газетах
Комсомольская правда
- «Овод» порвет паутину // 8 июня 1962 (о преследовании юного адвентиста)

Известия (дата московского вечернего выпуска)
- Адвокаты // 21 марта 1963, с. 6
- Их недаром трое // 15. мая 1963. (О реальной и необходимой роли заседателей; о приговоре невиновного Владимира Езреца к расстрелу.)
- Прокурор защищает // 16 июля 1963, с.4
- Чувство, разум и закон // 1963, 21 сент.
- Опасное невежество // 1964, 9 сентября, с. 3.
- Странная эта книжка // 1965, 27 июля

Литературная газета
- Признание // 1969, 26 ноября. (О проблеме самооговора.)
- Величие суда // 1970, 9 сент.
- Драма на озере Вуокса // 1970 (11 и 25 ноября)
- Это было в Ростове // 1973, 18 июля
- Ценности настоящие и ложные // 1974, 3 апр. (по следам «Это было в Ростове»)
- Выстрел в тире // 1975 (в номерах 21, 28 мая и 4 июня)
- Навет? Не верю // 1987, 15 апр. (Беседа с проф. Г.З. Анашкиным о презумпции невиновности.)
- Это было под Ростовом // 1978, 4 октября
- Без раскаянья // 1980, № 12, 19 марта (ответ прокуратуры см.: номер от 1 дек.)
- Сдвиг // 1986, № 43 (октябрь) (О бедах зданий «Ленинки»)
- Тайны следствия // 1987, № 29 (июль)
- Да, я обобщаю // 1988, № 28 (июль)
- Миф // 1989, 24 мая. (о преступлениях Т. Гдляна, кумира демократов.)
- Монстр // 1991, № 50 (декабрь) (О невиновном, расстрелянном вместо А. Чикатило)

Советская культура
- Проверяя прилюдно (о деле актрисы В.А. Малявиной) // 1987, 9.03.

В журнале «Смена»
- Дожить до утра // 1979, № 11 (Самоубийство преследуемых влюбленных)
- Выбор // 1982, № 16
- Злой дух // 1986, № 6. (О бессилии пресечь пьяную гибель маленького народа страны Тофаларии.)

В других журналах и сборниках
- Суд идет! Давайте помолчим // Советская печать, 1966, № 10.
- «Обижайтесь на меня, не обижайтесь...» // сб. Несколько дней из жизни следователя. М., 1987.
- Миф  // Время и мы.. N.Y etc., 1989, № 105, с. 146-156). (Из Литературной. газеты.)
- «Плавающие» ножи // Вестник АН СССР, 1990, № 8.

#### О проблемах морали, семьи и жизни
В газете «Известия» (дата московского вечернего выпуска)
- Свирепая добродетель // 1962, 28 августа 1962.
- Сплетня в протоколе // 1963, 7 дек. (растление малолетней вымышлено соседками)
- Двое на шоссе // 1964, 15 мая
- На склоне наших лет // 1965, 1965, 16 дек.
- Злой разрушитель // 1966, 13 дек. (о лжи)
- Учитесь властвовать собой // 1967, 18 февраля
- Самое удивительное // 1967, 10 апр.

В «Литературной газете»
- Беречь мастеров, 1963, 23 сент.
- У окна и за окном // Литературная газета, 1974, 23 янв.
- На склоне наших лет // 1977, 3 авг.
- Чуткий коготь // 1981, 22 апр.

В журнале «Наука и религия»
- Тепло ему на свете? // 1964, № 1.
- Бунт богородицы // 1965, № 3.
- Герой народных легенд //1965,  № 7.
- Почему ушел тополь? // 1966, № 6

В журнале «Смена»
- Дожить до утра // 1979, № 1
- Бесстыдство // 1980, № 9
- Толя, Толя, Толя, Толя…// 1996, № 11. (О братьях Аграновских.)

В других изданиях
- По требованию времени. Мы мало занимаемся индивидуальностью // Вопросы литературы, 1970, № 10.
- Чем хороши, чем плохи детективы // Искусство кино, 1972, № 2.
- Как честный человек // Сельская молодежь, 1977, № 2; 1978, № 10; 1979, № 1 и др.

#### О Фриде Вигдоровой
- Говори, что знаешь, делай, что должно // Учительская газета, 1985, 12 нояб.
- Фрида Вигдорова // сб. Тарусские страницы. Вып 2. М., 2002. (написано в 1991)
- Фрида Вигдорова / Ольга Чайковская // Вигдорова Ф. Черниговка: повесть.- М.: Детская литература, 2019.- С. 5 - 21.- ISBN  978-5-08-006195-0

#### Подростки и школа
В газетах
Литературная газета
- Глоток горячего чая // 1973, 28 нояб. (Об учителях, доведших подростка до самоубийства)
- Отравленный шоколад // 1976, 29 сент.
- Три обвинения «балдежу» // 1977, 2 февр.
- Лучшая подруга // 1985, 9 (Девочки зверски избили одноклассницу.)

Правда
- Случилось в интернате // 1979, 11 июля
- Собрались трудные ребята // 1983, 19 июля

В журналах
Семья и школа
- Сложные узлы // 1966, № 4.
- Котику-братику (о воспитании  у детей любви к животным) // 1969, № 12.
- Пока не доказано (правовое воспитание школьников) // 1972, № 7.

Смена
- Пикник в подъезде // 1983, № 15

#### О Библиотеке им. Ленина
Литературная газета
- Сдвиг // 1986, № 13, 26 марта
- Сопротивление // 1986, № 48, 24 нояб.
- Вокруг главной библиотеки // 1987, № 11, 11 марта

### Статьи о российском обществе после распада СССР

#### Политика
Газета «Век»
- Академик Лихачев: наши бесы не тонут // 1992, 9 июня
- Левое копыто. Демонизм и бесовщина в очередной российской революции // 1993, № 8 (27)

Литературная газета
- Достоинство выше политики // 1992, 2 окт.
- Сквозь строй // 1993, 3 нояб. (О штурме Белого дома и преступлениях милиции)
- Солженицын молчит… // 1995, 31 мая, с. 1 (О войне в Чечне)
- Борис Немцов собрал миллион подписей против войны в Чечне. А профсоюзы, церковь, солдатские матери? // 1996, 7 февр., с. 1

#### О росте бесправия после распада СССР
В газетах
Литературная газета
- Сговор мертвых // 1992, № 5 (январь) (Смертный приговор без доказательств.)
- Даже при Сталине такого не было // 1992, № 17 (апрель) (О намерении разгромить адвокатуру.)
- Помни о Чикатило! Мир должен знать: в России идет наступление на институт адвокатуры // 1993, № 5.
- Арестанты свободной России. В тюрьме уже не сидят. В тюрьме стоят // 1994, 12 окт. (совместно с В. Бакатиным и Б. Васильевым)
- Жизнь как высшая мера // 1996, № 31(июль)
- Пять историй смертников  // 1997, № 14 (апрель) (Против смертной казни в России.)
- Следственная тюрьма сгноит любого. Встрепенитесь, пока не поздно, бедные страусы! // 1997, 15 окт.
- Стреноженное правосудие… // 1998, № 11 (март)
- Дикий бурьян правового поля // 1998, № 15 ( апрель)
- Сергей Пашин, юрист // 1998, № 27 (1 июля). (О расправе над честным судьей.)
- Смерть в тире // 1999, № 11, (март) (о невинно осужденном Олеге Филатове)
- С тебя бутылка коньяку // 2000, № 39 (октябрь) (сказал снайпер недоубитому им невиновному)
- Неточные, неверные зеркала // 2001, № 6 (Ф. Вигдорова и И. Бродский)
- Назначен в преступники // 2001, № 31-32 (август)
- В плену у беззакония? // 2002, № 8 (6-12 марта) (О новом УПК РФ. Последняя правовая публикация О.Г.)

Новое русское слово (Russian Daily), N.Y.
- Осколок преисподней // 1995, 7-8 января, с. 18. (О ельцинских тюрьмах.)

В журналах
«Смена»
- Пять топоров. Наука, которой нас не обучали // 1994, № 7
- Тот, кто поймал Чикатило // 1996, № 5
- Кабаны косили трын-траву // 1998, № 9. (Адвокат Таисия Лемперт против преступлений следователей и др. юристов)
- Без права на бесправие // 1999, № 8
- Запертая дверь // 2000, № 10 (снова о невинно осужденном Олеге Филатове)

В других изданиях
- Государственная собственность // Континент. Том 76. Москва—Париж, 1993 (о беззаконии после распада СССР)
- Суд присяжных // Социологический журнал, 1994, № 4.
- Я не знаю ни одного обвинительного приговора, который был бы вынесен мафиози // Российское обозрение, 1994, № 37 (сентябрь).
- Десять лет спустя // радио «Свобода», 1999, 8 сентября. (О преступлениях правовых органов времен «перестройки».)

### Избранные статьи по истории и культуре
В журнале «Новый мир»
- Природа и время (Заметки о пейзаже в современной литературе) // 1965, № 10
- Внятный голос прошлого (рец. на книгу А.П. Каждана по истории Византии) // 1970, № 1
- Соперница времени. // 1983, № 8
- Из двух источников // 1985, № 4 (о Тургеневе и Достоевском)
- Пиковые дамы 1986 № 10
- Гринёв // 1987, № 8

В «Литературной газете»
- Балаган вокруг Голгофы // 1972, 30 авг. (Против антирелигиозного пафоса)
- Утоление жажды // 1978, 19 апр. (О просветительских фильмах)
- Страна мечтателей // 1979, 8 авг. (О фильмах Ю. Норштейна)
- Кто он, медный всадник? // 2001, 5 дек., 21 дек.

В сборнике «Московский пушкинист»
- Кумир на бронзовом коне // том X. М., 2002, с. 239–309.
- Диалоги // том XII. М., 2009, с. 199–227.

В «Учительской газете»
- В защиту Савельича // 1984, 5 июля (о дворянской культуре екатерининской эпохи, против уничижения ее Ст. Рассадиным)
- Комментарий // 1985, 17 янв. (на письмо О. Мухиной «Уроки литературы», предложившей убрать из программы русскую классику)
- Уроки литературы // 1985, 19, 22, 24 янв.

В других журналах и сборниках
- «…И в прозе глас слышен соловьин…» (заметки о документальной литературе XVIII века // Вопросы литературы, 1980, № 11.
- Пушкинский пример // Смена, 1984, № 8.
- Спросим у моря // Нева, 1984, № 6
- Воспитание «новой породы людей» (Об одном социальном эксперименте XVIII века) // Социологические исследования, 1987, № 2.
- Тайна простых слов (о поэзии Ларисы Миллер) // Книжное обозрение, 1989, 14.07.
- Душа серебряного века // Евразия (журнал). Народы, культуры, религия. 1993, №№ 1 и 2; 1997, № 1–2. (О философах С. Франке, Н. Бердяеве, П. Флоренском и др.)
- Великий царь или Антихрист? // Звезда, 2001, № 3, с. 140–173

## Некоторые отклики на работы О.Г. Чайковской
В Учительской газете
- Ложиц Ю. Триста ангелов и недобрый писатель // 1967, 17 авг. (о книге «Против неба на земле»)
- Ленсу Е. Чувствовать? Да! И – понимать // 1985, 2 марта (об «Уроках литературы»)
- Кабо Л. Хорошо забытое старое // 1985, 12 ноября (то же).

В Литературной газете
- Маляров А. Еще раз о драме на озере Вуокса // 1971, 5 мая. (Высокопоставленный прокурор возмущен статьей О.Г.)
- Шестаков П. Неотвратимость // 1974, 10 июля (О статье «Это было в Ростове».)
- Яковлев А. Опасная песня // 1986, 21 мая. (Спор вокруг очерка О. Чайковской «Родные», // 1986, 5 февр.)
- Почта Ольги Чайковской // 1992, 23 сент.
- Солженицын А. А где у нас не «горячие обстоятельства»? // 1995, № 22

В других изданиях
- Адамов А. Возможности жанра // Литературная Россия, 1964, 10 июля. (О «Болотных огнях».)
- Вопросы права и правосудия в кривом зеркале // Социалистическая законность, 1965, № 1. (Редакционная  статья, написанная сразу после падения Хрущева, происшедшего в октябре 1964.)
- Красногорская Е. Против неба на земле // Неделя, 1967, № 30.
- Киргизов В. Опыт оправдания жизни // Независимся газета, 1998, 3 сент. (О книге «Императрица».)
- Сарнов Б. Феномен Солженицына. М., 2012, с. 25–26. (О.Г. и Солженицын о войне в Чечне.)